# Playboy
A Playboy amerikai erotikus életmódmagazin, 1953-ban alapították Hugh Hefner és társai, végül a Playboy Enterprises Inc.-vé nőtte ki magát. Egyike a világ legismertebb márkáinak.
A magazin havonta jelenik meg, és jellegzetes témája a meztelen női fényképek, divat, sport, fogyasztói termékek és népszerű személyekkel készített interjúk. Közölt rövid novellákat is olyan ismertebb íróktól, mint Arthur C. Clarke, Ian Fleming, Vladimir Nabokov és Margaret Atwood.
A magazin híres kifejezetten liberális viszonyulásáról a legtöbb politikai pártálláshoz.
A Playboy saját mércéje szerinti "ízléses" meztelen képeket használ fel, amiket "softcore" mércével illetnek, szemben a "hardcore" pornómagazinok kínálatával. Jellemző stílusa a glamour.
A Playboy legnagyobb riválisa a Penthouse.

## Történet
A Playboy eredeti címe „Stag Party” volt, de egy másik, már létező magazin, a Stag képviselője felkereste Hefnert, és kifogásolta a címet. A felmerülő alternatívák között szerepelt a „The gentlemen’s club”, az ügyvezető igazgatóhelyettes, Eldon Sellers édesanyjának sugallatára. Végül mégis a Playboy mellett döntöttek, ez Alexx Mills javaslata volt, aki egy rövid ideig dolgozott a Playboy Automobile Company-ban Chicago városában.
Első megjelenése 1953 decemberében történt, első címlaplányuk Marilyn Monroe volt, bár a kép egy naptár számára készült, nem a Playboynak. A számot Hefner Hyde Park-beli konyhájában gyártották le.
Az újság hamar népszerű lett, Hefner filozófiai alapvetése szerint azért, mert ha az amerikaiak valóban a boldogság nyomába akarnak eredni, akkor szexuálisan fel kell őket szabadítani. Az ötvenes évek prűd, szemellenzős korában egy szexualitást nyíltan középpontba emelő újság bombaként robbant. Fénykorában havonta hétmillió példány is elkelt belőlük. A lap egyértelműen a benne meztelenkedő nők miatt volt híres és hírhedt, akik között sok híresség is akadt, miközben sok ismert személlyel készült interjúk és elismert írók írásai is megjelentek benne. Emellett nyíltan foglalkozott olyan kényes témákkal, mint az abortusz, a fogamzásgátlás, a szexuális kisebbségek vagy éppen a nők jogai. Hefner szerint ő a nők szexuális felszabadításán dolgozott, ezt azonban árnyalják az újság hasábjain feltűnő pucér nők, akik egyértelműen a férfifantáziák tárgyaivá tették a nőket. Ezt erősítette Hefner magánélete, melyben mindenütt csinos fiatal nők koszorújával mutatkozott, és rendszeres szexpartikat tartott velük. Aktuális felesége vagy barátnője is közülük került ki. Az újság hanyatlását az internet hozta el, mert annak révén könnyen hozzáférhetővé váltak az erotikus vagy pornográf tartalmak, másrészt az ott lévő közösségi oldalak révén, mint a Facebook vagy a Twitter a hírességek könnyen nyomon követhetők bárki számára, ezért már nem volt szükség arra, hogy egy újságban adjanak exkluzív interjút.

### A „nyúl” eredete
A nyulat a magazin első művészeti vezetője, Art Paul tervezte meg. Saját szavaival élve azért választotta, mert „humoros asszociációkat kelt a szexualitással kapcsolatban”, valamint „vidám és játékos”.
Az első vázlatokon a nyuszi sokkal rajzfilmszerűbb volt, tetőtől talpig megjelent, öltönyt viselt vagy házikabátot. Saját bevallása szerint Paul körülbelül egy fél órát foglalkozott vele.
A későbbi marketingstratégia változtatta át a nyúl figuráját a stílus egy azonnal felismerhető szimbólumává. 1959-ben már olyan ismert volt, hogy a New York Reader elküldhetett egy Playboy levelet úgy, hogy a nyuszifejes logó volt az egyetlen címzés.
A Playboy magazin megalkotója Hugh Hefner volt (meghalt 2017-ben). Volt egy villája, ott laktak az aktuális barátnők is (Kendra Wilkinson, Holly Madison és Bridget Marquardt).

## Arculatváltás 2015-ben
2015 őszén a Playboy arculatváltást határozott el. A magazin kiadóvállalatának döntése alapján 2016 márciusától nem lesznek a Playboyban meztelen nők (bár kihívó öltözetűek igen), és a kiadvány ehelyett még nagyobb hangsúlyt fog fektetni a cikkek minőségére. Scott Flanders ügyvezető szerint a váltásra azért volt szükség, mert a magazin nem tud versenyezni az interneten ingyenesen és tömegesen elérhető pornográf tartalommal. Eközben a Playboy terjesztését megnehezíti, hogy a nagy internetes magazinterjesztők korlátozzák vagy tiltják a pornográf kiadványok árusítását az online áruházaikban.

## Fotósok
Sok figyelemre méltó fényképész dolgozott és dolgozik a Playboynak, többek között Richard Fegley, William Figge, Arny Freytag, Ron Harris, David Mecey, Russ Meyer, Pompeo Posar, Suze Randall, Herb Ritts, Stephen Wayda és Bunny Yeager.

## Retusálás
A magazinban megjelenő fényképek természetszerűen átesnek bizonyos beavatkozásokon (mint például az airbrushing technika vagy komolyabb retusálás), hogy illeszkedjenek a magazin által sugallt és képviselt hangulatba, világképbe. Néhány olvasó szerint ez a fajta beavatkozás elveszi a kép hitelességét, és a fénykép erőltetett lesz, természettől idegen.
Egy példa erre Pamela Anderson és "az eltűnő szeméremajkak esete". Pamela eredeti Playboy megjelenésekor, 1990 februárjában volt egy, a modellt hátulról felvevő fotó, melyen szélesen szétvetett lábakkal szerepelt, és a "Labia minora", tehát a kis szeméremajkak világosan látszottak. Később a poszter méretű printeken ezt szemérmesen eltüntették.
Hasonló Rena Mero ("Sable") esete, akinek első Playboy fotózásán, a hátán fekve készült felvételeken plusz szőrzetet retusáltak a genitáliákra. Az 50. kiadásban a kép eredeti formájában volt látható.
A rivális, szintén felnőtt témával foglalkozó magazin, a Hustler és tulajdonosa, Larry Flynt gyakran heves kritikával illette a Playboyt a fenti és hasonló esetekért, mely vonal inkább a retusálatlan, természetes bemutatást támogatja, lehetőleg mentesen a szilikon-implantátumoktól is – hozzátéve, hogy a Hustler nyílt pornográfiával is foglalkozik, míg a Playboy nem.

## Magyar lányok a Playboyban
Egy kevésbé ismert magyar modellnek, Pápai Gyöngyinek sikerült az, amiről szinte az összes magyar manöken álmodik, szerepelhetett az amerikai Playboyban. Az 1987-ben született modellt egy közösségi portálon szúrta ki Jarmo Pohjaniemi, a Playboy finn származású fotósa, és a lány néhány hét múlva már a tengerentúlon pózolt a kamera előtt. Így az ingatlanközvetítéssel foglalkozó szépség lett az első magyar, akiről az amerikai Playboyban jelent meg fotósorozat.
2016-ban Mihalik Enikő szerepelt az amerikai magazinban.

## A Playboy Magyarországon
A lap magyarországi alapítója és egykori főszerkesztője Futász Dezső. Későbbi kiadója a MAP Magazine Kft. Inkább az egyéniségre koncentráló életmódmagazin. Ennek szellemében a megszokott fiatal lányokon kívül érett asszonyokkal is találkozhatunk (fél)meztelenül a lapokon. (Lásd Zalatnay Sarolta). A lap egykori első embere Gordon István. 1991 és 1993 között művészeti igazgatója Szebeni András.  A magyar kiadás 2020 januárjától megszűnt.

### Főszerkesztők
- Futász Dezső
- 2004. július–2010. decemberig Radnai Péter.
- 2010. decembertől–2020-ig Bus István.

## A játék
A Cyberlore Studios fejlesztő gárdája és a Ubisoft kiadó megjelentetett egy Playboy: The Mansion című számítógépes játékot. Ebben a játékosnak kell Hugh Hefner gyanánt megalapítani és felvirágoztatni az újságot, leszervezni a modelleket, fotósokat keresni és kultuszt teremteni.

### Second Life
A Second Life világában is épülő Playboy villa erősíti azt a tendenciát, hogy a való világban virágzó médiabirodalmak a virtuális piacon is képviseltessék magukat.

## Külső hivatkozások
- Playboy.com hivatalos oldal (angolul)
- Playboy.hu Archiválva 2009. február 1-i dátummal a Wayback Machine-ben magyar kiadás (magyarul)